# ドナルド・ショーン
ドナルド・アラン・ショーン（Donald Alan Schön, 1930年9月19日 - 1997年9月13日）は、アメリカ合衆国の哲学者。元マサチューセッツ工科大学都市工学科教授。反省的実践の概念を提唱し、組織学習理論に貢献した。

## 略歴
ボストンに生まれ、マサチューセッツ州のブルックラインとウォースターで育つ。イェール大学で学士号を取得後、ハーバード大学で哲学の修士号・博士号を取得。学位論文はデューイの探求の理論に関するものだった。パリのソルボンヌ大学にも在籍し、音楽（ピアノとクラリネット）を学んだ。
長年にわたり、ショーンは大手コンサルティングファームのアーサー・D・リトルとともに仕事をしてきた。同社のレイモンド・ヘイナーとともに練り上げたアイデアは代表作の『概念の転移（The Displacement of Concepts）』に活かされている。このオリジナルな作品は、これまでの思想史全体に対する新たな解釈の試みであり、トマス・クーンの仕事への補完、あるいは創造のダイナミクスをより正確に捉えた業績であるといえる。アーサー・D・リトルとの仕事の影響もあって、技術的変化やその他の変化が社会システムに吸収される際の微細なプロセスに対して関心を持ち続けた。1970年、BBCでライス講義を行い、恒常的に変化を続ける組織と社会において学習がいかに起こりうるかを説いた。これらの講義はその後『安定状態を超えて（Beyond the Stable State）』として出版された。
ドナルド・ショーンは1968年にマサチューセッツ工科大学の客員教授になり、1972年に都市計画・教育学科フォード教授に就任、1997年に亡くなるまで終生その座にあり続けた。成人教育・組織行動の専門家であるクリス・アージリスとの数十年にわたる協働によって、致命的な状況において組織はいかに発展、受容、学習、失敗しうるのかにという問題に対する鍵となる洞察が得られた。協働の成果は1970年代に2冊の著作として出版された。『実践における理論（Theory in Practice）』と『組織的学習（Organizational Learning）』がそれである。後者については、全面的な修正の上で1996年に『組織的学習Ⅱ（Organizational Learning II）』として再出版された。

## 業績
ドナルド・ショーンは広い分野に応用されている組織的概念群を導入した。
- 「生成的メタファー（generative metaphor）」：暗黙的かつ無意識的な社会的状況の形象的な記述の中でも、問題への取り組み方を形作るもの。例えば、問題を抱えた都心部を「荒廃（blight）」と捉えることで、病気であるという観念に基づき解決へのステップを踏むこと。
- 「学習するシステム（learning systems）」：ショーンは、個人を超えたレベルでの学習の可能性を探求したパイオニア的人物である。
- 「反省的実践探求（reflective practice inquiry）」：ショーンが1983年に上梓した代表作『The Reflective Practitioner』は、専門的卓越性を磨き上げる上での技術的知識と「芸術性（artistry）」の関係性を再考するよう、実践家たちに挑戦するものであった。この概念は、教師教育、医療関係者、建築デザイン関連の研究において最もよく知られている。
- 「フレーム反省（Frame reflection）」：1994年にMITの同僚マーティン・レインと共著した著作のタイトルである。当然だと見なされている社会的問題の「フレーム」を共同で批判的に再構成し、「方針をめぐる解決不能な論争（intractable policy controversies）」に対する解決を見出すためのシステム・レベルでの学習を支持している。

ショーンの後期作品の多くは実践における反省と学習システムの概念に関するものである。ショーン（とクリス・アージリス）の主張によれば、組織と個人は柔軟であり、生涯にわたって得られる教訓を取り込み続けるべきである。このプロセスは組織的学習と呼ばれている。また、自身がジャズ愛好家であることもあり、そこから着想を得て即興（インプロビゼーション）と「地に足をつけた思考（thinking on one's feet）」の概念を教えるようになった。経験、学習、実践のフィードバック・ループを通じて、人は継続的に自分の仕事（教育職に限らない）を向上させ続け、「反省的実践家（reflective practitioner）」になることができるのである。したがって、ショーンの仕事は実践を扱う多くの領域に連なるものであり、実験教育のような20世紀の重要な教育理論や、ジョン・デューイ、クルト・レヴィン、カール・ロジャース、デイヴィッド・A・コルブといった著名な理論家による業績の多くに適合し、それらを拡張する業績だといえるのである。
ショーンは、人と組織は柔軟であり、生涯を通じて得られた経験と教訓を自らの人生に取り込み続けるべきだと信じていた。これは組織的学習として知られるプロセスである（Fulmer, 1994）。組織的学習には2つの基盤がある。1つはシングル・ループ学習で、2つ目はダブル・ループ学習である。前者は、組織が自らの行動を変わりゆく市場動向にペースを合わせる際に生じるプロセスを指す。そして後者は、市場に適応するだけでなく、ビジネスの目標を達成するために新しくよりよい方法を創造することを指している（Fulmer, 1994）。

## 私生活
ドナルド・ショーンは彫刻家のナンシー・ショーンと結婚した。ナンシーはボストン・パブリック・ガーデンにあるインスタレーションの作者として有名で、絵本作家ロバート・マックロスキーによる代表作『かもさんおとおり（Make Way for Ducklings）』に由来するブロンズのかもでできた作品である。ナンシー・ショーンはキリンを中心的アイコンに置いた「反省的キリン（The Reflective Giraffe）」という一連の作品を完成させ、夫であるドナルドに捧げた。

## 著作
- The Displacement of Concepts. London: Tavistock, 1963.
- Technology and change: The new Heraclitus. Oxford: Pergamon, 1967.
松井好、牧山武一、寺崎実訳『技術と変化――テクノロジーの波及効果』産業能率短期大学出版部、1970年
- Beyond the Stable State. Harmondsworth: Penguin/ New York: Norton, 1973
- (with C. Argyris) Theory in practice: Increasing professional effectiveness. San Francisco: Jossey-Bass, 1974.
- (with C. Argyris) Organizational learning: A theory of action perspective. Reading, MA: Addison-Wesley, 1978.
- The Reflective Practitioner: How professionals think in action. London: Temple Smith, 1983.
佐藤学、秋田喜代美訳『専門家の知恵――反省的実践家は行為しながら考える』ゆみる出版、2001年［抄訳］
柳沢昌一、三輪建二監訳『省察的実践とは何か――プロフェッショナルの行為と思考』鳳書房、2007年［全訳］
- Educating the Reflective Practitioner. San Francisco: Jossey-Bass, 1987.
- (ed.) The Reflective Turn: Case studies in and on educational practice. New York: Teachers College (Columbia), 1991
- (with M. Rein) Frame Reflection: Toward the Resolution of Intractable Policy Controversies. New York: Basic Books, 1994
- (with C. Argyris) Organizational learning II: Theory, method and practice. Reading, MA: Addison Wesley, 1996.

2015年3月に業績一覧が作成されている。